# Montes Obarenes

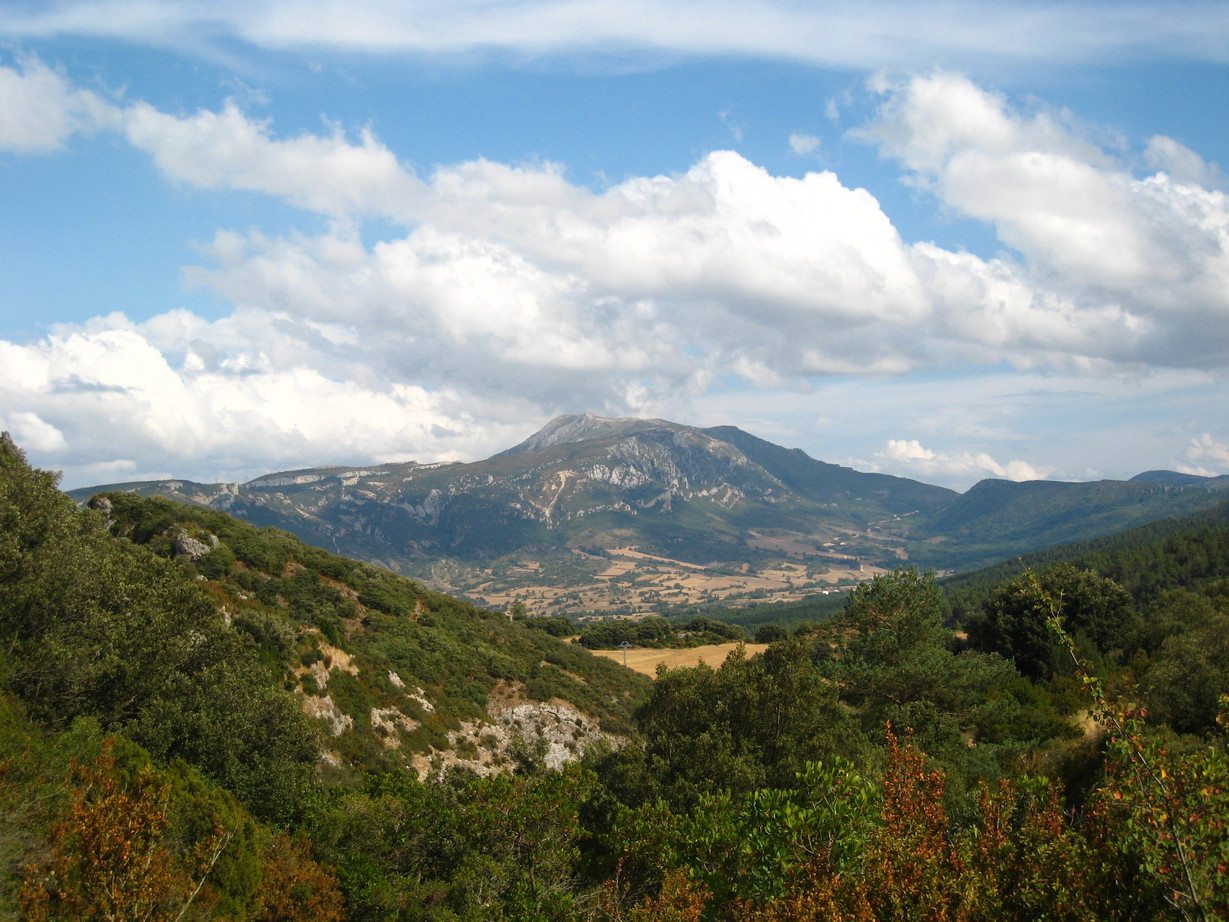
Pico Humión

Os Montes Obarenes são um sistema de montanhas do norte da Espanha com uma altitude média de 800 e 900 metros. Tem uma longitude aproximada de 30 quilômetros e se estende desde Sobrón (Burgos e Álava) até as Conchas de Haro, em La Rioja, onde o Ebro se separa da Serra de Cantábria.

## Altitudes destacadas
- Cruz de Motrico
- Peñalrayo